# 汉字激光照排系统
汉字激光照排系统是指电子计算机上一種可以將中文报刊和书籍的文字录入、编辑校对、图文组版和激光扫描输出印版的系统。該系統包含簡體中文、繁體中文、蒙古文、满文、藏文、維吾爾文等文字的数字化字库、排版软件、编辑校改终端、大容量存储器、光栅图像处理器、激光照排机、胶片冲洗机等。該系統也可以對西文的排版和输出。1979年7月，王选带领的团队首次用汉字激光照排系统输出了第一张报版样张。